# Аїда Лус
Аї́да да Лус Борбо́н (ісп. Aída da Luz Borbón; 10 лютого 1917, Буенос-Айрес — 25 травня 2006, там само) — аргентинська актриса, яка працювала в Золоту добу аргентинського кіно, виступаючи як на сцені театру, так і в кіно. Володарка багатьох нагород, зокрема Мартін Ф'єрро, ACE золота, Морська зірка і Золотий кондор від Аргентинської асоціації кінокритиків.

## Біографія
Аїда да Лус Борбон народилася 10 лютого 1917 року в Буенос-Айресі, Аргентина, у сім'ї Хуана да Лус де Роки та Хосефи Борбон. Її брат Хорхе Лус також став важливою персоною в аргентинській індустрії розваг. Аїда відвідувала Академію PAADI та дебютувала як співачка на Радіо La Nación (яке пізніше стало Radio Mitre). Незабаром вона брала участь у радіодрамах, а зі зростанням її акторської майстерності — в театрі. Вона та її брат приєдналися до оригінального акторського складу театру «Камініто» під керівництвом Сесіліо Маданеса та грали в таких відомих виставах, як «Трамвай Бажання», «Сталеві магнолії», «Жінка року» та «Моя прекрасна леді» тощо.
У 1936 році відбувся її кінодебют у фільмі «Божевільно милий», під керівництвом Артуро С. Мома де знялися Луїс Сандріні та Софія Босан. Наступним був фільм «Ya tiene comisario el pueblo» (1936) з Агустіном Ірустою, Роберто Фугасотом та Леонор Рінальді в головних ролях. Деякі з її найвідоміших ролей у фільмах: «Палермо» (1937), «Тест на прихильність», «З гір в долину» (1938), «Ревнощі Кандиди» (1940), «Коли серце співає» (1941), «Бажання» (1946) і «Зелені раї» (1947).
У кількох фільмах 1940-х років вона мала різноманітні співочі партії, які вважалися помітними, включаючи «Коли серце співає» у 1941 році Річарда Харлана, в якому вона заспівала кілька дуетів з Уго дель Каррілем; «У тата є дівчина» (1941) Карлоса Шліпера; «Шагренева шкіра» (1943) Луїса Байона Еррери, де вона знову в парі з Уго дель Каррілем заспівала «Ніч моїх мрій»; «Бідна моя люба мати» (1947) спільно зрежисований Омеро Мансі та Ральфом Папп'є, де вона працювала з Уго дель Каррілем та італійською актрисою Еммою Граматикою); «Останній паядор» (1950), який був даниною поваги Хосе Бетінотті; і в «Патіо чорнявки» (1953) вона здійснила прем'єру танго «Мій двір» і хабанери «Відступ».
Починаючи з 1944 року, вона грала в кількох театральних виставах, зокрема «Голос горлиці», «Важка вдова», «Милий ворог», «Погане кохання», «Злочин на острові кіз», «Трамвай Бажання», «Диявольський карнавал», «Ворона», «Патіо брюнетки» та багато інших. Її головні ролі на сцені перевищили 30 постановок і включали також співочі партії. Наприкінці сезону 1953 року вона записала два танго: «Носові хустинки» і «Мілонгіта».
Починаючи з кінця 1950-х років Лус виступала на телебаченні, брала участь у багатьох серіалах, таких як «Шедеври терору», «Театр ночі», «Діви», «Маленький шматочок життя», «Це театр» та багатьох інших. Серед її виступів на екрані виділяються, такі серіали: «Шлюби й інші речі», «Театр як у театрі» з Даріо Вітторі та «Слава минулого», який показували на Каналі 7.
Було небагато акторських нагород, яких вона не вигравала. Серед її премій — нагорода Konex 1991 за життєві досягнення, Мартін Ф'єрро, ACE Gold, Премія Сан-Габріель, Премія Естрелла-де-Мар, Премія Бланка Подеста, Золотий Кондор і Премія Тринідада Гевари. Вона була двічі нагороджена Аргентинською асоціацією кінокритиків і отримала Почесну відзнаку від кінофестивалю в Мар-дель-Плата. «Срібний кондор» за найкращу жіночу роль вона отримала за «Тих, кого ми любимо» (1959), «Срібний кондор» за найкращу жіночу роль другого плану — за «Суботнє вечірнє кіно» (1960) і «Фурії» (1960), а також за найкращу жіночу роль у драмі фільму «Королева краси» на церемонії вручення нагород ACE Awards 1999 року.
25 травня 2006 року Аїда Лус померла в Буенос-Айресі. Була похована наступного дня на кладовищі Чакаріта в Пантеоні акторів.

## Нагороди
- Премія «Срібний Кондор» 1960 року за найкращу жіночу роль у фільмі «Тих, кого ми любимо»[11]
- Премія «Срібний Кондор» 1962 року за найкращу жіночу роль другого плану за фільми «Суботній вечір, кіно» (1960) і «Лурії» (1960)[11]
- 1989 премія Estrella de Mar за «Matrimonios y algo más»[9]
- 1991 Диплом за заслуги Konex Foundation for Radio and TV Comedy[13]
- 1993 премія Sin Cortes[9]
- 1994 премія Blanca Podestá за досягнення впродовж кар'єри[9]
- 1995 Премія Мартін Ф'єрро[9]
- 1998 ACE de Oro
- 1999 Золотий кондор від Аргентинської асоціації кінокритиків[9]
- 1999 ACE Найкраща актриса в драмі за «La reina de la belleza»[12]
- 2001 Диплом за заслуги Konex Foundation for theatre[13]

## Фільмографія
- Божевільно милий (1936)
- У міста вже є комісар (1936)
- Палермо (1937)
- Тест на прихильність (1938)
- З гір в долину (1938)
- Ревнощі Кандиди (1940)
- Любов (1940)
- Коли серце співає (1941)
- Мама Глорія (1941)
- У тата є дівчина (1941)
- Туман над струмком (1942)
- Подорож (1942)
- Шкіра Запи (1943)
- Бажання (1944)
- Моя дівчина - привид (1944)
- Честь чоловіків (1946)
- Гріх Джулії (1946)
- Зелені раї (1947)
- Бідна моя люба мати (1948)
- Останній Паядор (1950)
- Далеко від раю (1950)
- Ганьба (1952)
- Священний крик (1954)
- Цнотливий чоловік (1956)
- Гіркі стебла (1956)
- Марта Феррарі (1956)
- Загадка жінки (1956)
- Те, що ми любимо (1959)
- Людське насіння (1959)
- Тріщина (1960)
- Суботнє нічне кіно (1960)
- Фурії (1960)
- Хуліган (1961)
- Кануто Каньєте і 40 злодіїв (1964)
- Моя перша дівчина (1966)
- Він хоче одружитися зі мною (1967)
- Вілла Кохання (1967)
- Штурм міста (1968)
- На пляжі біля моря (1971)
- Давай пограємо в світ (1971)
- Велика цінність у медичній школі (1981)
- Сліпий півень (2000)